# Per-Ola Grönberg
Per-Ola "Pella" Grönberg, född den 14 mars 1965 i Sandvikens församling, Gävleborgs län, är en svensk bandymålvakt. Han var tredjemålvakt i landslaget[källa behövs] och var även ordinarie många säsonger i Sandvikens AIK. Han är sedan 2010 ledamot i Sandvikens kommunfullmäktige för Liberalerna.